# Friedrich Ludwig von Rochow
Friedrich Ludwig (V.) von Rochow (* 16. Juni 1745 auf Gut Stülpe bei Luckenwalde, Mark Brandenburg; † 13. September 1808 auf Gut Plessow bei Potsdam) war ein preußischer Kammerherr und Gutsbesitzer.

## Leben
Er entstammte dem Geschlecht derer von Rochow, einer der ältesten märkischen Adelsfamilien und war der dritte Sohn des Adam Ernst II. von Rochow (1705–1759), Gutsherr auf Stülpe sowie Landrat (Commissarius) des Kreises Luckenwalde, und dessen zweiter Ehefrau Christiane Luise von Thümen (1721–1745) aus dem Hause Blankensee.
Rochow trat fünfzehnjährig in die preußische Armee Friedrichs des Großen ein. Dort diente er als Standartenjunker, Kornett (Fähnrich) und viele Jahre als Leutnant im Regiment der Gardes du Corps. Er war Ritter des Johanniterordens und königlich preußischer Kammerherr. Etwa aus dieser Zeit stammt auch Rochows bekanntes Porträt, von Anton Graff, im blauen Samt und Johanniterkreuz. Plessow übernahm er vom Großoheim Generalleutnant Hans Friedrich von Rochow.

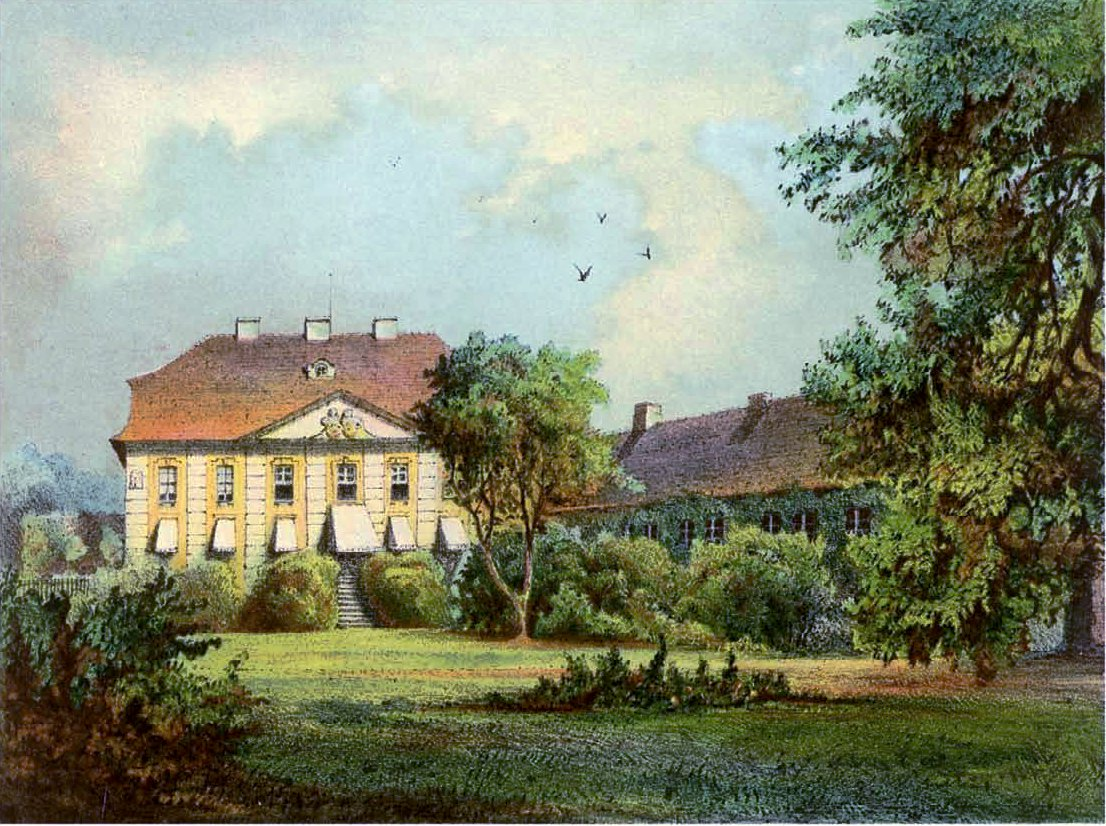
Das 1788/1791 von ihm errichtete Gutshaus Plessow. Um 1859/60. Sammlung Alexander Duncker

Nach Antritt des Erbes in den Jahren 1787/1788 wurde Friedrich Ludwig umgehend als Bauherr tätig und ließ dort nach Vorbild eines barocken Potsdamer Bürgerhauses ein neues Herrenhaus erbauen. Beim Bau konnte er die Erfahrungen seiner Familie nutzen, denn sowohl sein Großvater mütterlicherseits, Christian Wilhelm von Thümen, als auch sein Vater errichteten für Gut Blankensee und für Gut Stülpe neue Herrenhäuser. Mindestens bis 1945 war auf Gut Plessow ein Allianzwappen (heute nicht mehr vorhanden) des Rochowschen Wappens (drei doppelte Pferdeköpfe mit Steinbock) mit dem achteckigen Kreuz des Johanniterordens am Gebäude zu sehen. Plessow ist wohl zu Recht mit seinen vielen Einzelgliedern, wie Quadern, Rahmungen und Konsolklötzen als vielleicht kleinstes Schloss der Mark anzusehen. Der Park galt früher als eigenartiges Beispiel der Übergangszeit zwischen strenger und freier Gartenkunst. Merkwürdige Schlängelwege, freilich heute nicht mehr vorhanden, müssen perspektivisch vom Hause aus recht interessant gewesen sein.
Friedrich Ludwig V. von Rochow war mit dem bekannt gewordenen Vetter Friedrich Eberhard von Rochow-Reckahn sowie weiteren Offizieren und Gutsherren aus der Familie von Rochow Mitglied der Märkischen Ökonomischen Gesellschaft zu Potsdam.

## Familie
Friedrich Ludwig heiratete in erster Ehe am 12. Juli 1773 in Berlin die sehr vermögende Witwe Susanne Margarete Wegely geb. Wilckens (1727–1785), Tochter eines alten Handelsherrengeschlechts aus Bremen und Witwe des „vornehmen Berliner Handelsherren und Banquiers“ Andreas Daniel Wegely. Sie starb am 14. August 1785 in Carlsbad während eines Kuraufenthaltes mit ihrem Mann und ihrer Tochter Caroline von Arnim-Kröchlendorff (Romanfigur von E. T. A. Hoffmann) und wurde in Gegenwart von Goethe in Johanngeorgenstadt beigesetzt.
Rochow ehelichte als Witwer in zweiter Ehe am 11. Juni 1787 in Neustrelitz (Mecklenburg-Vorpommern) Anna Karoline Dietrika von Schmalensee (* 23. September 1765 in Neubrandenburg; † 19. Juni 1801 auf Gut Plessow), die Tochter des herzoglich mecklenburg-strelitz’schen Oberhofmarschalls und Mundschenks Georg Adolf von Schmalensee und der Maria Elisabeth von Engel aus dem Hause Breesen. In dritter Ehe heiratete er am 9. Juni 1802 auf Gut Plessow die Schwester seiner zweiten Ehefrau, Anna Dorothea Christina von Schmalensee (* 30. Mai 1769 in Neubrandenburg; † 4. November 1811 in Potsdam).
Aus Rochows Ehe mit Anna Karoline Dietrika von Schmalensee sind vier Töchter und drei Söhne hervorgegangen. Der älteste Sohn Adolf Friedrich August (1788–1869) erbte Stülpe, war dort fast 50 Jahre Gutsherr und wurde erster Kommendator der brandenburgischen Provinzialgenossenschaft des Johanniterordens nach der Wiederbegründung dieser Vereinigung. In dieser Eigenschaft ließ dieser mit Jüterbog das erste Krankenhaus des Ordens erbauen. Seine Familienchronik erschien im Jahr 1861 unter dem Titel Nachrichten zur Geschichte des Geschlechts derer von Rochow und ihrer Besitzungen. Seine Monographie Das Schloss Stülpe von 1868 konzentriert sich auf die Historie des Gutes und Ortes Stülpe. Der zweite Sohn Hans Karl Dietrich (1791–1857) brachte es bis zum preußischen Oberstleutnant und Hofmarschall und war Ehrenritter des Johanniterordens. Er erbte die Herrschaft Plessow und später noch die Güter Krahne und Rotscherlinde. Der dritte Sohn Rudolf Friedrich Wilhelm Karl (1795–1801) starb frühzeitig. Zwei Töchter verstarben ebenso früh, die älteste, Juliane Karoline, 1831 unvermählt. Tochter Karoline Sophie (1794–1877) heiratete 1812 im benachbarten Groß-Kreutz den späteren General Karl von Grabow (1783–1869).